# Пйорунковиці
Пйорунковиці (пол. Piorunkowice, нім. Schweinsdorf) — село в Польщі, у гміні Прудник Прудницького повіту Опольського воєводства.
Населення — 206 осіб (2011).

## Демографія
Демографічна структура станом на 31 березня 2011 року:
|          | Загалом | Допрацездатний вік | Працездатний вік | Постпрацездатний вік |
| -------- | ------- | ------------------ | ---------------- | -------------------- |
| Чоловіки | 96      | 19                 | 69               | 8                    |
| Жінки    | 110     | 24                 | 67               | 19                   |
| Разом    | 206     | 43                 | 136              | 27                   |